# John Leslie Mackie
Pour les articles homonymes, voir John Mackie et Mackie (homonymie).
John Leslie Mackie (25 août 1917 - 12 décembre 1981) est un philosophe australien. Il apporte des contributions significatives à la philosophie de la religion, à la métaphysique et à la philosophie du langage, et est peut-être mieux connu pour ses vues sur la méta-éthique, en particulier sa défense du scepticisme moral, ainsi que sa défense sophistiquée de l'athéisme. Il écrit six livres. Son œuvre la plus connue, Ethics: Inventing Right and Wrong (1977), s'ouvre en déclarant avec audace : « Il n'y a pas de valeurs objectives. Il poursuit en affirmant qu'à cause de cela, l'éthique doit être inventée plutôt que découverte. Sa publication posthume The Miracle of Theism: Arguments For and Against the Existence of God (1982) est qualifiée de tour de force dans la philosophie analytique contemporaine. En 1980, le magazine Time le décrit comme « peut-être le plus capable des philosophes athées d'aujourd'hui. »

## Biographie
Mackie est né le 25 août 1917 à Killara, Sydney fils d'Alexander Mackie, professeur d'éducation à l'Université de Sydney et directeur du Sydney Teachers College, influent dans le système éducatif de la Nouvelle-Galles du Sud et d'Annie Burnett (née Duncan), qui est institutrice.
Mackie est diplômé de l'Université de Sydney en 1938 après avoir étudié avec John Anderson (philosophe), partageant la médaille de philosophie avec Harold Glass (en). Mackie reçoit la bourse de voyage Wentworth pour étudier les classiques à l'Oriel College, Oxford, où il obtient son diplôme avec les honneurs de première classe en 1940.
Au cours de la Seconde Guerre mondiale, Mackie sert avec les Royal Electrical and Mechanical Engineers au Moyen-Orient et en Italie, et est mentionné dans les dépêches. Il est professeur de philosophie à l'Université d'Otago en Nouvelle-Zélande de 1955 à 1959 et succède à Anderson en tant que professeur Challis de philosophie à l'Université de Sydney de 1959 à 1963. En 1963, il s'installe au Royaume-Uni, devenant le premier titulaire de la chaire de philosophie de l'Université d'York, poste qu'il occupe jusqu'en 1967, date à laquelle il est élu membre de l'University College d'Oxford, où il est préélecteur. En 1969, il donne une conférence, "What's Really Wrong with Phenomenalism?", À la British Academy dans le cadre de sa série annuelle de conférences philosophiques,. En 1974, il devient membre de la British Academy.
Mackie est décédé à Oxford le 12 décembre 1981.
Mackie épouse Joan Meredith en 1947. L'une de leurs trois enfants, Penelope Mackie, est également philosophe. Elle enseigne la philosophie à l'Université de Birmingham de 1994 à 2004, puis à l'Université de Nottingham de 2004 jusqu'à sa mort en 2022. Le fils de Mackie, David, est également philosophe et diplômé de l'Université d'Oxford, où il enseigne à l'Exeter College, au Corpus Christi College et à Christ Church avant d'être nommé Fellow et tuteur à l'Oriel College. Il est directeur de la philosophie au D'Overbroeck's College d'Oxford. Sa fille Hilary est enseignante à l'Université Rice.

## Travail philosophique
Mackie est surtout connu pour ses contributions à la Méta-éthique, à la philosophie de la religion et à la métaphysique. En méta-éthique, il adopte une position appelée scepticisme moral, argumentant contre l'existence objective du bien et du mal en tant qu'entités intrinsèquement normatives sur des bases fondamentales.
Son ouvrage peut-être le plus connu, Ethics: Inventing Right and Wrong, commence sans ambages par la phrase "Il n'y a pas de valeurs objectives". Il utilise plusieurs arguments pour étayer cette affirmation. Il soutient que certains aspects de la pensée morale sont relatifs et que la morale objective nécessite une caractéristique intrinsèque absurde de guidage de l'action. Surtout, il pense qu'il est très difficile de savoir comment des valeurs objectives pourraient survenir sur des caractéristiques du monde naturel (voir l'argument de l'homosexualité), et soutient qu'il serait difficile de justifier notre connaissance des « entités de valeur » ou de rendre compte de tout lien ou conséquences qu'ils auraient. Enfin, il pense qu'il est possible de montrer que même sans valeurs objectives, les gens auraient encore des raisons d'y croire fermement (d'où il prétend qu'il est possible que les gens se trompent ou soient trompés en croyant que des valeurs objectives existent). Le Times qualifie le livre de "discussion lucide de la théorie morale qui, bien que destinée au lecteur général, a attiré une bonne partie de l'attention des professionnels".
Concernant la religion, il est connu pour avoir vigoureusement défendu l'athéisme, et soutenu aussi que le problème du mal rend intenables les principales religions monothéistes. Ses critiques de la théodicée du libre arbitre sont particulièrement significatives. Il soutient que l'idée du libre arbitre humain n'est pas une défense pour ceux qui souhaitent croire en un être omnicompétent face au mal et à la souffrance, car un tel être aurait pu nous donner à la fois le libre arbitre et la perfection morale, nous conduisant ainsi à choisir le bien dans chaque situation. En 1955, il publie "Evil and Omnipotence", qui résume son point de vue selon lequel la croyance en l'existence du mal et d'un dieu tout-puissant, omniscient et tout-bon est "positivement irrationnelle".
Les opinions de Mackie sur ce soi-disant problème logique du mal incitent Alvin Plantinga à répondre par la "défense du libre arbitre ", à laquelle Mackie répond plus tard dans son The Miracle of Theism.
En métaphysique, Mackie apporte des contributions significatives concernant la nature des relations causales, en particulier les déclarations conditionnelles les décrivant (voir, par exemple, Mackie 1974) et la notion d'une condition INUS.
Après avoir reçu une copie de The Selfish Gene de Richard Dawkins comme cadeau de Noël, en 1978, Mackie écrit un article dans la revue Philosophy louant le livre et discutant de la manière dont ses idées pourraient être appliquées à la philosophie morale. La philosophe Mary Midgley répond en 1979 avec "Gene-Juggling", un article affirmant que The Selfish Gene concerne l'égoïsme psychologique plutôt que l'évolution. Cela déclenche une controverse entre Mackie, Midgley et Dawkins qui est encore en cours au moment de la mort de Mackie.

## Ouvrages
- Truth, Probability, and Paradox (1973), Oxford University Press, (ISBN 0-19-824402-9).
- The Cement of the Universe: A Study of Causation (1980 [1974]), Oxford University Press, (ISBN 0-19-824642-0).
- Problems from Locke (1976), Oxford University Press, (ISBN 0-19-824555-6).
- Éthique: Inventer le bien et le mal (1977), Viking Press, (ISBN 0-14-013558-8). (Réimpression de 1978 disponible en prêt à la bibliothèque ouverte)
- Hume's Moral Theory (1980), Routledge Keegan & Paul, (ISBN 0-7100-0525-3).
- Le miracle du théisme : arguments pour et contre l'existence de Dieu (1982), Oxford University Press, (ISBN 0-19-824682-X).